# Lijst van voetbalinterlands Chili - Thailand (vrouwen)
Deze lijst van voetbalinterlands is een overzicht van alle officiële voetbalinterlands tussen de nationale vrouwenteams van Chili en Thailand. De landen hebben tot nu toe één keer tegen elkaar gespeeld.

## Wedstrijden
| № | Plaats | Datum        | Competitie | Wedstrijd        | Uitslag |
| - | ------ | ------------ | ---------- | ---------------- | ------- |
| 1 | Rennes | 20 juni 2019 | WK 2019    | Thailand − Chili | 0 − 2   |

## Samenvatting
| Competitie   | Totaal gespeeld | Winst Chili | Gelijk | Winst Thailand | Doelsaldo Chili – Thailand |
| ------------ | --------------- | ----------- | ------ | -------------- | -------------------------- |
| WK-eindronde | 1               | 1           | 0      | 0              | 2 − 0                      |
| Totaal       | 1               | 1           | 0      | 0              | 2 − 0                      |

FFCh · A-internationals · Chileens mannenelftal
1991 – 1999 · 2000 – 2009 · 2010 – 2019 · 2020 – 2029
Argentinië ·
Australië ·
Bolivia ·
Brazilië ·
Canada ·
China ·
Colombia ·
Costa Rica ·
Denemarken ·
Duitsland ·
Ecuador ·
Filipijnen ·
Frankrijk ·
Ghana ·
Haïti ·
Hongarije ·
India ·
Italië ·
Jamaica ·
Japan ·
Kameroen ·
Kenia ·
Mexico ·
Nederland ·
Nieuw-Zeeland ·
Oezbekistan ·
Panama ·
Paraguay ·
Peru ·
Portugal ·
Roemenië ·
Rusland ·
Schotland ·
Slowakije ·
Thailand ·
Trinidad en Tobago ·
Uruguay ·
Venezuela ·
Verenigde Staten ·
Wales ·
Zambia ·
Zuid-Afrika ·
Zweden